# Homéopathie en Nouvelle-Zélande
La pratique de l'homéopathie n'est pas réglementée en Nouvelle-Zélande et des remèdes homéopathiques sont disponibles dans les pharmacies, bien que des appels soient lancés pour qu'ils soient retirés de la vente.
Une étude à petite échelle réalisée en 2008 auprès de praticiens homéopathiques de Nouvelle-Zélande a montré qu'ils prétendaient tous pouvoir traiter les asthmes et les otites avec un taux de succès approchant les 80%. 
Bien que des études à grande échelle menées à travers le monde montrent que l'homéopathie est une pseudoscience et que ses remèdes ne sont pas plus efficaces qu'un placebo,,, la New Zealand Medical Association ne s'y oppose pas et juge que le patient peut faire un choix éclairé. Cependant, cette position a été qualifiée de contraire à l'éthique et peut être contraire aux réglementations médicales . 

## Croyance et scepticisme
L'organisation New Zealand Skeptics a participé à la campagne internationale 10 23 en 2011. Des manifestations ont eu lieu à Auckland, Wellington et Christchurch. 
Une enquête menée en 2012 a montré que 51% de la population néo-zélandaise croyait dans une certaine mesure que les remèdes homéopathiques avaient des effets scientifiquement prouvés.

## Les organisations
L’hôpital homéopathique d’Auckland, dont le directeur est Carl Fisher, a fonctionné de 1858 à 1862. Selon un rapport semestriel de 1859, 34 patients sur 55 auraient été guéris. 
Il existe un certain nombre de prestataires de formation qui enseignent l'homéopathie, et la New Zealand Qualifications Authority délivre des crédits pour les cours d'homéopathie . 
Le Conseil néo-zélandais des homéopathes, créé en 1999, agit en tant que représentant de l'industrie. Il a été formé par la fusion de la New Zealand Homoeopathic Society, de l'Institut d'homéopathie classique de la Nouvelle-Zélande et du New Zealand Accreditation Board of Natural Therapies.

## Les poursuites
La Commission du commerce, qui administre la loi sur le commerce équitable, a poursuivi des sociétés pour des allégations trompeuses concernant des produits homéopathiques. 
En 1997, SCI Natural (NZ) Ltd devait faire l'objet de poursuites pour avoir prétendu que le produit Soft Seaweed Soap aiderait les gens à perdre du poids. La Commission du commerce a décidé de ne pas poursuivre les poursuites, une personne clé ayant quitté la Nouvelle-Zélande et la société s'étant placée en liquidation judiciaire . Un couple basé à Tauranga et spécialisé dans les remèdes homéopathiques a plaidé coupable à 19 chefs d'accusation en vertu de la loi sur le commerce équitable (Fair Trading Act) en 2008 pour avoir fait des déclarations trompeuses . 